# The Trouble with Spies
The Trouble with Spies  — британская комедия 1987 года. Сценарист и режиссёр Берт Кеннеди; в главных ролях Дональд Сазерленд и Недом Битти. Был снят в 1984 году, но выпущен только три года спустя. Это последний фильм Рут Гордон и Сюзанны Даниэль.

## Сюжет
Когда секретный агент Джордж Трент пропадает, глава шпионского агентства Ангус отправляет неумелого коллегу Эпплтона Портера на остров Ибица, чтобы выяснить причину и заодно выяснить рецепт наркотика, который КГБ поставляет на остров.
Эпплтон встречает в отеле Моны Льюис несколько гостей, которые были знакомы с Трентом, но никто не знает, что с ним стало. Сам Эпплтон совершенно невежественен, его несколько раз чуть не убили, но он выжил в основном благодаря чистой удаче. Главным протагонистом героя выступает полковник Новиков, начальник «Отдела обычных уловок» (англ. Common tricks division) КГБ СССР в исполнении Ефима Новака (Fima Novak).

## В ролях
- Дональд Сазерленд — Эпплтон Портер
- Нед Битти — Гарри Льюис
- Рут Гордон — миссис Аркрайт
- Люси Гаттеридж — Мона
- Майкл Хордерн — Джейсон Локк
- Сюзанна Даниэль — Мария Сола
- Роберт Морли — Ангус
- Грегори Сьерра — капитан Санчес

## Производство
Фильм был полностью профинансирован Home Box Office, первой постановкой нового подразделения театральных фильмов платного кабельного канала. фильм, первоначально называвшийся «Trouble at the Royal Rose», был начат производством весной 1983 года; бюджет фильма составил 6 миллионов долларов.
Первоначально роль Эпплтона Портера была предложена Майклу Кейну за 1 миллион долларов. Однако Кейн отказался и вместо него в филме сыграл Дональд Сазерленд.